# Cheng Huiying
Cheng Huiying, född okänt år, död okänt år, var en kinesisk författare. Hon utgav den mycket populära succé boken Fengshuangfei quanzhuan, och diktsamlingen Beichung Yingao . 